# Nash Statesman
La Statesman è un'autovettura full-size prodotta dalla Nash Motors dal 1949 al 1956.

## Storia

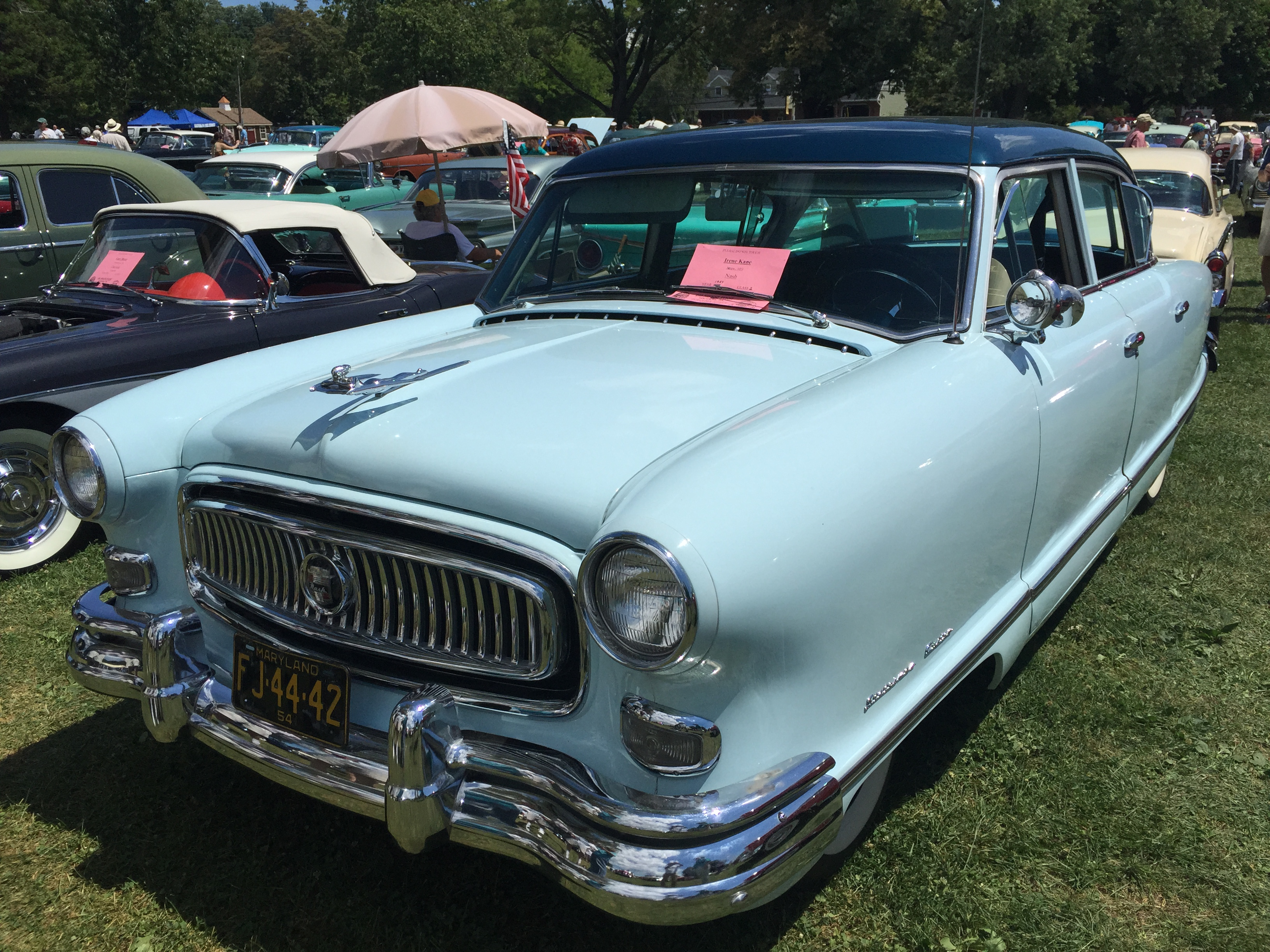
Statesman Custom del 1954

Il modello era la versione a basso costo della Nash Ambassador. Sebbene l'abitacolo della Statesman fosse praticamente identico a quello della Ambassador, i materiali utilizzati erano meno costosi e di fattura inferiore. Anche il passo era più corto di quello delle Ambassador. Inoltre il cofano ed i parafanghi anteriori dei due modelli non erano intercambiabili. Era invece identica la zona che andava dall'abitacolo alla coda. In questa parte anche le dimensioni erano identiche. Nel 1952 la linea fu aggiornata.
La Statesman aveva installato un motore a sei cilindri in linea e valvole laterali. Grazie al peso relativamente contenuto della vettura, i consumi erano limitati. Il modello era offerto in due allestimenti, lo "Statesman Super", che era quello base, ed il "Statesman Custom", che era invece al top della gamma. Era anche disponibile un terzo allestimento che era indirizzato verso l'uso istituzionale dato che poteva essere ordinato dagli organismi governativi.  La Statesman e la Ambassador erano i modelli più venduti del marchio Nash.
L'ultima Statesman venne assemblata nell'agosto del 1956. Dal 1957 le uniche vetture full-size Nash furono le Ambassador.